# غمانج عليا
غمانج عليا هي قرية في مقاطعة تبريز، إيران. عدد سكان هذه القرية هو 314 في سنة 2006.